# Rolex Paris Masters
El Masters de París, conegut oficialment com a Rolex Paris Masters, és un torneig de tennis professional que es disputa anualment sobre pista dura al Palais Omnisports de Paris-Bercy de París, França. Pertany a les sèries Masters 1000 del circuit ATP masculí. Actualment és el darrer torneig del calendari masculí, just abans de la celebració de l'ATP World Tour Finals que tanca la temporada. Anteriorment s'havia anomenat Torneig de Paris-Bercy, Paris Indoor i especialment BNP Paribas Masters durant molts anys.

## Palmarès

### Individual masculí
| Any  | Campió              | Finalista           | Resultat                      |
| ---- | ------------------- | ------------------- | ----------------------------- |
| 2024 | Alexander Zverev    | Novak Đoković       | 6−2, 6−2                      |
| 2023 | Novak Đoković (7)   | Grigor Dimitrov     | 6−4, 6−3                      |
| 2022 | Holger Rune         | Novak Đoković       | 3−6, 6−3, 7−5                 |
| 2021 | Novak Đoković       | Daniïl Medvédev     | 4−6, 6−3, 6−3                 |
| 2020 | Daniïl Medvédev     | Alexander Zverev    | 5−7, 6−4, 6−1                 |
| 2019 | Novak Đoković       | Denis Shapovalov    | 6−3, 6−4                      |
| 2018 | Karén Khatxànov     | Novak Đoković       | 7−5, 6−4                      |
| 2017 | Jack Sock           | Filip Krajinović    | 5−7, 6−4, 6−1                 |
| 2016 | Andy Murray         | John Isner          | 6−3, 6−7(4), 6−4              |
| 2015 | Novak Đoković       | Andy Murray         | 6−2, 6−4                      |
| 2014 | Novak Đoković       | Milos Raonic        | 6−2, 6−3                      |
| 2013 | Novak Đoković       | David Ferrer        | 7−5, 7−5                      |
| 2012 | David Ferrer        | Jerzy Janowicz      | 6−4, 6−3                      |
| 2011 | Roger Federer       | Jo-Wilfried Tsonga  | 6−1, 7−6(3)                   |
| 2010 | Robin Söderling     | Gaël Monfils        | 6−1, 7−6(1)                   |
| 2009 | Novak Đoković       | Gaël Monfils        | 6−2, 5−7, 7−6(3)              |
| 2008 | Jo-Wilfried Tsonga  | David Nalbandian    | 6−3, 4−6, 6−4                 |
| 2007 | David Nalbandian    | Rafael Nadal        | 6−4, 6−0                      |
| 2006 | Nikolai Davidenko   | Dominik Hrbatý      | 6−1, 6−2, 6−2                 |
| 2005 | Tomáš Berdych       | Ivan Ljubičić       | 6−3, 6−4, 3−6, 4−6, 6−4       |
| 2004 | Marat Safin (3)     | Radek Štěpánek      | 6−3, 7−6, 6−3                 |
| 2003 | Tim Henman          | Andrei Pavel        | 6−2, 7−6(6), 7−6(2)           |
| 2002 | Marat Safin         | Lleyton Hewitt      | 7−6(4), 6−0, 6−4              |
| 2001 | Sébastien Grosjean  | Ievgueni Kàfelnikov | 7−6(3), 6−1, 6−7(5), 6−4      |
| 2000 | Marat Safin         | Mark Philippoussis  | 3−6, 7−6(7), 6−4, 3−6, 7−6(8) |
| 1999 | Andre Agassi (2)    | Marat Safin         | 7−6(1), 6−2, 4−6, 6−4         |
| 1998 | Greg Rusedski       | Pete Sampras        | 6−4, 7−6(4), 6−3              |
| 1997 | Pete Sampras (2)    | Jonas Björkman      | 6−3, 4−6, 6−3, 6−1            |
| 1996 | Thomas Enqvist      | Ievgueni Kàfelnikov | 6−2, 6−4, 7−5                 |
| 1995 | Pete Sampras        | Boris Becker        | 7−6(5), 6−4, 6−4              |
| 1994 | Andre Agassi        | Marc Rosset         | 6−3, 6−3, 4−6, 7−5            |
| 1993 | Goran Ivanišević    | Andriy Medvedev     | 6−4, 6−2, 7−6(2)              |
| 1992 | Boris Becker (3)    | Guy Forget          | 7−6(3), 6−3, 3−6, 6−3         |
| 1991 | Guy Forget          | Pete Sampras        | 7−6(9), 4−6, 5−7, 6−4, 6−4    |
| 1990 | Stefan Edberg       | Boris Becker        | 3−3, retirat                  |
| 1989 | Boris Becker        | Stefan Edberg       | 6−4, 6−3, 6−3                 |
| 1988 | Amos Mansdorf       | Brad Gilbert        | 6−3, 6−2, 6−3                 |
| 1987 | Tim Mayotte         | Brad Gilbert        | 2−6, 6−3, 7−5, 6−7, 6−3       |
| 1986 | Boris Becker        | Sergio Casal        | 6−4, 6−3, 7−6                 |
| 1985 | No celebrat         | No celebrat         | No celebrat                   |
| 1984 | No celebrat         | No celebrat         | No celebrat                   |
| 1983 | No celebrat         | No celebrat         | No celebrat                   |
| 1982 | Wojtek Fibak        | Bill Scanlon        | 6−2, 6−2, 6−2                 |
| 1981 | Mark Vines          | Pascal Portes       | 6−2, 6−4, 6−3                 |
| 1980 | Brian Gottfried (2) | Adriano Panatta     | 4−6, 6−3, 6−1, 7−6            |
| 1979 | Harold Solomon      | Corrado Barazzutti  | 6−3, 2−6, 6−3, 6−4            |
| 1978 | Robert Lutz         | Tom Gullikson       | 6−2, 6−2, 7−6                 |
| 1977 | Corrado Barazzutti  | Brian Gottfried     | 7−6, 7−6, 6−7, 3−6, 6−4       |
| 1976 | Eddie Dibbs         | Jaime Fillol        | 5−7, 6−4, 6−4, 7−6            |
| 1975 | Tom Okker (2)       | Arthur Ashe         | 6−3, 2−6, 6−3, 3−6, 6−4       |
| 1974 | Brian Gottfried     | Eddie Dibbs         | 6−3, 5−7, 8−6, 6−0            |
| 1973 | Ilie Năstase        | Stan Smith          | 4−6, 6−1, 3−6, 6−0, 6−2       |
| 1972 | Stan Smith          | Andrés Gimeno       | 6−2, 6−2, 7−5                 |
| 1971 | No celebrat         | No celebrat         | No celebrat                   |
| 1970 | Arthur Ashe         | Marty Riessen       | 7−6, 6−4, 6−3                 |
| 1969 | Tom Okker           | Butch Buchholz      | 8−6, 6−2, 6−1                 |
| 1968 | Robert Carmichael   | Pierre Darmon       | 6−3, 8-6, 12-10               |

### Dobles masculins
| Any  | Campions                                 | Finalistes                             | Resultat               |
| ---- | ---------------------------------------- | -------------------------------------- | ---------------------- |
| 2024 | Wesley Koolhof Nikola Mektić             | Lloyd Glasspool Adam Pavlásek          | 3−6, 6−3, [10−5]       |
| 2023 | Santiago González Édouard Roger-Vasselin | Rohan Bopanna Matthew Ebden            | 6−2, 5−7, [10−7]       |
| 2022 | Wesley Koolhof Neal Skupski              | Ivan Dodig Austin Krajicek             | 7−6(5), 6−4            |
| 2021 | Tim Pütz Michael Venus                   | Pierre-Hugues Herbert Nicolas Mahut    | 6−3, 6−7(4), [11−9]    |
| 2020 | Félix Auger-Aliassime Hubert Hurkacz     | Mate Pavić Bruno Soares                | 6−7(3), 7−6(7), [10−2] |
| 2019 | Pierre-Hugues Herbert Nicolas Mahut      | Karén Khatxànov Andrei Rubliov         | 6−4, 6−1               |
| 2018 | Marcel Granollers Rajeev Ram             | Jean-Julien Rojer Horia Tecău          | 6−4, 6−4               |
| 2017 | Łukasz Kubot Marcelo Melo                | Ivan Dodig Marcel Granollers           | 7−6(3), 3−6, [10−6]    |
| 2016 | Henri Kontinen John Peers                | Pierre-Hugues Herbert Nicolas Mahut    | 6−4, 3−6, [10−6]       |
| 2015 | Ivan Dodig Marcelo Melo                  | Vasek Pospisil Jack Sock               | 2−6, 6−3, [10−5]       |
| 2014 | Bob Bryan Mike Bryan (4)                 | Marcin Matkowski Jürgen Melzer         | 7−6(5), 5−7, [10−6]    |
| 2013 | Bob Bryan Mike Bryan                     | Alexander Peya Bruno Soares            | 6−3, 6−3               |
| 2012 | Mahesh Bhupathi Rohan Bopanna            | Aisam-ul-Haq Qureshi Jean-Julien Rojer | 7−6(6), 6−3            |
| 2011 | Rohan Bopanna Aisam-ul-Haq Qureshi       | Julien Benneteau Nicolas Mahut         | 6−2, 6−4               |
| 2010 | Mahesh Bhupathi Maks Mirni               | Mark Knowles Andy Ram                  | 7−5, 7−5               |
| 2009 | Daniel Nestor Nenad Zimonjić             | Marcel Granollers Tommy Robredo        | 6−3, 6−4               |
| 2008 | Jonas Björkman Kevin Ullyett             | Jeff Coetzee Wesley Moodie             | 6−2, 6−2               |
| 2007 | Bob Bryan Mike Bryan                     | Daniel Nestor Nenad Zimonjić           | 6−3, 7−6(3)            |
| 2006 | Arnaud Clément Michaël Llodra            | Fabrice Santoro Nenad Zimonjić         | 7−6(4), 6−2            |
| 2005 | Bob Bryan Mike Bryan                     | Mark Knowles Daniel Nestor             | 6−4, 6−7(3), 6−4       |
| 2004 | Jonas Björkman Todd Woodbridge           | Wayne Black Kevin Ullyett              | 6−3, 6−4               |
| 2003 | Wayne Arthurs Paul Hanley                | Michaël Llodra Fabrice Santoro         | 6−3, 1−6, 6−3          |
| 2002 | Nicolas Escudé Fabrice Santoro           | Gustavo Kuerten Cédric Pioline         | 6−3, 6−3               |
| 2001 | Ellis Ferreira Rick Leach                | Mahesh Bhupathi Leander Paes           | 5−7, 7−6(2), 6−4       |
| 2000 | Nicklas Kulti Maks Mirni                 | Paul Haarhuis Daniel Nestor            | 7−6(6), 7−5            |
| 1999 | Sébastien Lareau Alex O'Brien            | Paul Haarhuis Jared Palmer             | 6−1, 6−3               |
| 1998 | Mahesh Bhupathi Leander Paes             | Jacco Eltingh Paul Haarhuis            | 7−6, 7−6               |
| 1997 | Jacco Eltingh Paul Haarhuis (3)          | Rick Leach Jonathan Stark              | 6−2, 6−4               |
| 1996 | Jacco Eltingh Paul Haarhuis              | Ievgueni Kàfelnikov Daniel Vacek       | 6−2, 6−4               |
| 1995 | Grant Connell Patrick Galbraith          | Jim Grabb Todd Martin                  | 6−3, 7−6               |
| 1994 | Jacco Eltingh Paul Haarhuis              | Byron Black Jonathan Stark             | 6−4, 6−3               |
| 1993 | Byron Black Jonathan Stark               | Tom Nijssen Cyril Suk                  | 7−6, 6−4               |
| 1992 | John McEnroe Patrick McEnroe             | Patrick Galbraith Danie Visser         | 7−6, 6−3               |
| 1991 | John Fitzgerald Anders Järryd (2)        | Kelly Jones Rick Leach                 | 7−6, 6−4               |
| 1990 | Scott Davis David Pate                   | Darren Cahill Mark Kratzmann           | 7−6, 7−6               |
| 1989 | John Fitzgerald Anders Järryd            | Jakob Hlasek Eric Winogradsky          | 7−6, 6−4               |
| 1988 | Paul Annacone John Fitzgerald            | Jim Grabb Christo van Rensburg         | 6−2, 6−2               |
| 1987 | Jakob Hlasek Claudio Mezzadri            | Scott Davis David Pate                 | 7−6, 6−2               |
| 1986 | Peter Fleming John McEnroe               | Mansour Bahrami Diego Pérez            | 6−3, 6−2               |
| 1985 | No celebrat                              | No celebrat                            | No celebrat            |
| 1984 | No celebrat                              | No celebrat                            | No celebrat            |
| 1983 | No celebrat                              | No celebrat                            | No celebrat            |
| 1982 | Brian Gottfried Bruce Manson             | Jay Lapidus Richard Meyer              | 6−4, 6−2               |
| 1981 | Ilie Năstase Yannick Noah                | Andrew Jarrett Jonathan Smith          | 6−4, 6−4               |
| 1980 | Paolo Bertolucci Adriano Panatta         | Brian Gottfried Raymond Moore          | 6−4, 6−4               |
| 1979 | Jean-Louis Haillet Gilles Moretton       | John Lloyd Tony Lloyd                  | 7−6, 7−6               |
| 1978 | Bruce Manson Andrew Pattison             | Ion Ţiriac Guillermo Vilas             | 7−6, 6−2               |
| 1977 | Brian Gottfried Raúl Ramírez             | Jeff Borowiak Roger Taylor             | 6−2, 6−0               |
| 1976 | Tom Okker Marty Riessen                  | Fred McNair Sherwood Stewart           | 6−2, 6−2               |
| 1975 | Wojtek Fibak Karl Meiler                 | Ilie Năstase Tom Okker                 | 6−3, 9−8               |
| 1974 | Patrice Dominguez François Jauffret      | Brian Gottfried Raúl Ramírez           | 7−5, 6−4               |
| 1973 | Juan Gisbert Ilie Năstase                | Arthur Ashe Roscoe Tanner              | 6−3, 6−4               |
| 1972 | Pierre Barthès François Jauffret         | Andrés Gimeno Juan Gisbert             | 6−7, 6−2, 6−3          |